# Тедеєв Бахва Отарович
Бахва Отарович Тедеєв (рос. Бахва Отарович Тедеев, нар. 18 вересня 1969, Цхінвалі) — радянський та російський футболіст, що грав на позиції півзахисника. По завершенні ігрової кар'єри — тренер.
Значну частину кар'єри провів у клубі «Аланія», де потім працював і як тренер. Також грав за національну збірну Росії.

## Клубна кар'єра
Почав грати в цхінвальскої ДЮСШ у Б. Газзаєва (1979). Зі шкільних років викликався в різні збірні. У 1986 році у складі збірної Грузинської РСР виграв «Кубок Надії».
У дорослому футболі дебютував 1988 року виступами за команду «Динамо» (Тбілісі), в якій провів два сезони, взявши участь у 18 матчах Вищої ліги СРСР, але основним гравцем не став, тому на початку 1990 року перейшов у «Спартак» (Орджонікідзе). З командою у першому ж сезоні виграв Першу лігу і у наступному сезоні зіграв в останньому розіграші Вищої ліги чемпіонату СРСР, а у 1992 році став віце-чемпіоном першого розіграшу чемпіонату Росії.
У сезоні 1993 року грав за «Динамо» (Москва), здобувши бронзову медаль, після чого повернувся в «Спартак», який згодом змінив назву на «Аланія». У сезоні 1995 року він став з командою чемпіоном Росії, а в сезоні 1996 року знову другим.
Протягом сезону 1998 року захищав кольори клубу «Локомотив» (Москва), здобувши свою останню бронзову медаль. Але 1999 року повернувся до «Аланії», за яке відіграв ще 3 сезони. Завершив професійну кар'єру футболіста виступами за команду «Аланія» у 2001 році. Є рекордсменом «Аланії» за кількістю забитих м'ячів за клуб в чемпіонаті Росії — «50». Всього в чемпіонаті Росії забив 59 м'ячів і за цим показником займає 18-е місце в списку всіх гравців клубу.

## Виступи за збірні
Зі складом молодіжної збірної СРСР до 18 років став переможцем юнацького чемпіонату Європи 1988 року в Чехословаччині. Потім зіграв на молодіжному чемпіонаті світу 1989 року, де дійшов до чвертьфіналу, а у 1990—1991 роках зіграв 3 матчі за олімпійську збірну СРСР.
13 лютого 1993 року дебютував в офіційних матчах у складі національної збірної Росії в товариському поєдинку з США. Протягом кар'єри у національній команді, яка тривала 2 роки, провів у формі головної команди країни 6 матчів, забивши 1 гол.

## Кар'єра тренера
Розпочав тренерську кар'єру невдовзі по завершенні кар'єри гравця, 2002 року, очоливши тренерський штаб клубу «Аланія». Після цього ще двічі обіймав посаду головного тренера «Аланії» у 2003—2004 і 2005 років.
В подальшому став заступником міністра з фізичної культури, спорту, туризму і справах молоді Південної Осетії.
| Дата      | Місто      | Господарі         | Результат | Гості     | Турнір           | Голи | Примітки |
| --------- | ---------- | ----------------- | --------- | --------- | ---------------- | ---- | -------- |
| 13-2-1993 | Орландо    | США               | 0 – 1     | Росія     | товариський матч | -    | 33'      |
| 17-2-1993 | Пасадена   | Росія             | 2 – 1     | Сальвадор | товариський матч | 1    |          |
| 21-2-1993 | Пало-Альто | США               | 0 – 0     | Росія     | товариський матч | -    | 46'      |
| 6-10-1993 | Ед-Даммам  | Саудівська Аравія | 4 – 2     | Росія     | товариський матч | -    | 63'      |
| 29-1-1994 | Сіетл      | США               | 1 – 1     | Росія     | товариський матч | -    | 57'      |
| 2-2-1994  | Окленд     | Мексика           | 1 – 4     | Росія     | товариський матч | -    |          |
| Усього    |            | Матчів            | 6         |           | Голів            | 1    |          |

## Досягнення
- Чемпіон Росії: 1995
- Срібний призер чемпіонату Росії (2): 1992, 1996
- Бронзовий призер чемпіонату Росії (2): 1993, 1998
- У списках 33-х найкращих футболістів Росії (4): № 2 (1995, 1996); № 3 (1992, 1993)
- Переможець юнацького чемпіонату Європи: 1988